# Pultenaea subalpina
Pultenaea subalpina är en ärtväxtart som först beskrevs av Ferdinand von Mueller, och fick sitt nu gällande namn av George Claridge Druce. Pultenaea subalpina ingår i släktet Pultenaea och familjen ärtväxter. Inga underarter finns listade i Catalogue of Life.